# Spinete
Spinete là một đô thị ở tỉnh Campobasso trong vùng Molise thuộc nước Ý, có vị trí cách khoảng 15 km về phía tây của Campobasso. Tại thời điểm ngày 31 tháng 12 năm 2004, đô thị này có dân số 1.437 người và diện tích là 17,6 km².
Spinete giáp các đô thị: Baranello, Bojano, Busso, Casalciprano, Colle d'Anchise, Sant'Elena Sannita.